# 2027年国際園芸博覧会
2027年国際園芸博覧会（2027ねんこくさいえんげいはくらんかい）は、2027年に神奈川県横浜市瀬谷区と旭区に広がる上瀬谷通信施設跡地を主会場に開催予定の国際園芸博覧会。
日本の国際博覧会としては、2025年の大阪・関西万博の次に開催される博覧会となる予定である。
正式略称は「GREEN×EXPO 2027」（グリーン エクスポ ニーゼロニーナナ）。また「横浜花博」との呼称も使用されている。

## 博覧会の概要
出典 - 
- テーマ「幸せを創る明日の風景　Scenery of the Future for Happiness」
- 会期 2027年（令和9年）3月19日から9月26日まで
- 主会場 旧上瀬谷通信施設
- クラス　A1（最上位）
- 参加者数 約1500万人、ICT活用や地域連携など多数な参加形態を含む。有料来場者数約1000万人以上。

## 開催目的
近年の気候変動などの世界的な環境変化を踏まえて日本がこれまで培った自然との関係性の中で、自然環境が持つ多様な暮らしを生かす知恵・文化を再評価し、持続可能な社会づくりに活用するとともに、国際的な園芸文化の普及、花と緑があふれ、農が身近にある豊かな暮らしの実現、多様な主体の傘下による幸福感が深まる社会づくりを創造する。
併せて、2030年の目標ゴール達成を目指す「持続可能な開発目標 (SDGs)」の実現に向けた取り組みをより確実にするとともに、2050年のカーボンニュートラル実現などの、2030年以後を見据えた環境社会の実現に貢献するための主体的な取り組みを共有する機会を作ることを目指す。
2022年11月28日にパリ「博覧会国際事務局 (BIE）」総会で、国際条約に基づく国際博覧会として最上位A1の国際園芸博覧会として認定を受けた。
日本の国際園芸博覧会A1クラス開催は1990年「国際花と緑の博覧会」以来37年ぶり2回目であり、日本の国際園芸博覧会そのものとしてもBクラスの浜名湖花博以来である。総合博覧会を含めると2025年日本国際博覧会に次ぐ7回目の国際博覧会であり、関東地方で開催される万博としては1985年に茨城県(現)つくば市で開催された「国際科学技術博覧会」以来42年ぶりの開催である。また前回の日本での万博終了日より今回のこの万博開始日までの空白期間がわずか1年5ヶ月なのも、日本国内での万博空白期間の最短間隔となった。

## 沿革
- 2015年（平成27年）6月30日：米軍の旧上瀬谷通信施設が日本側に返還される[7][8]。
- 2016年（平成28年）10月27日：横浜市が国に対し、「旧上瀬谷通信施設における国際園芸博覧会の開催検討への支援・協力」を要請[9]。
- 2017年（平成29年）4月1日：旧上瀬谷通信施設における国際園芸博覧会招致検討委員会条例が施行[10]。
- 2018年（平成30年）3月29日：横浜市が「旧上瀬谷通信施設における国際園芸博覧会 基本構想案」を策定[11]。
- 2018年（平成30年）6月22日、28日：横浜市が国に対し、「旧上瀬谷通信施設における国際園芸博覧会の開催要請」を行う[12]。
- 2019年（令和元年）9月9日：北京で開催された「国際園芸家協会（AIPH）」年次総会において、2027年国際園芸博覧会の横浜市開催に関する申請が承認される[13]。
- 2021年（令和3年）6月22日：「2027年国際園芸博覧会の開催申請について」閣議了解[14]。
- 2021年（令和3年）11月15日：公益社団法人2027年国際園芸博覧会協会が設立[15]。
- 2022年（令和4年）6月17日：日本政府が、博覧会国際事務局に対し、2027年国際園芸博覧会の認定申請書を提出[16]。
- 2022年（令和4年）6月24日：「令和九年に開催される国際園芸博覧会の準備及び運営のために必要な特別措置に関する法律」が施行[17]。
- 2022年（令和4年）11月28日：フランス・パリで開催された第171回BIE（博覧会国際事務局）総会において、2027年国際園芸博覧会が国際条約に基づく国際博覧会として認定[18]。
- 2023年（令和5年）1月10日：園芸博覧会協会が基本計画を公表[19]。
- 2024年（令和6年）3月28日：ドーハ園芸博閉会式でBIE旗とAIPH旗をドーハから引継。
- 2025年（令和7年）6月25日：アメリカが参加を表明。

## 交通アクセス
2025年2月時点で予定されている会場への交通アクセスは、会場の最寄駅である相鉄本線瀬谷駅を筆頭に、隣接の同線三ツ境駅に一部シャトルバスを分散させるほか、東日本旅客鉄道（JR東日本）横浜線の十日市場駅および東急田園都市線の南町田グランベリーパーク駅を発着するシャトルバスを中心に、一部は空港やその他主要ターミナルからの直行バスの設定も検討している。